# Hypercompe proxima
Hypercompe proxima là một loài bướm đêm thuộc phân họ Arctiinae, họ Erebidae.